# Дарби, Фрэнк
Фрэнк Дарби (англ. Frank Darby; 8 сентября 1997, Джерси-Сити, Нью-Джерси) — профессиональный американский футболист, принимающий клуба НФЛ «Атланта Фэлконс». На студенческом уровне выступал за команду университета штата Аризона. На драфте НФЛ 2021 года был выбран в шестом раунде.

## Биография
Фрэнк Дарби родился 8 сентября 1997 года в Джерси-Сити в штате Нью-Джерси. В родном городе он окончил старшую школу имени Линкольна. В выпускной год в составе её футбольной команды Дарби набрал на приёме 957 ярдов с десятью тачдаунами и стал первым за четыре десятилетия представителем школы в символической сборной звёзд штата. После окончания школы он поступил в университет штата Аризона.

### Любительская карьера
Сезон 2016 года Дарби провёл в статусе освобождённого игрока, не участвуя в официальных матчах. По итогам сезона он стал одним из обладателей награды Игроку года тренировочного состава. В турнире NCAA он дебютировал в 2017 году, сыграв в десяти матчах команды и набрав 234 ярда с двумя тачдаунами на приёме и тачдауном на выносе.
В 2018 году Дарби начал играть более заметную роль в нападении «Аризоны Стейт», главным образом при дальних передачах. В тринадцати играх он набрал 421 ярд с двумя тачдаунами, в среднем зарабатывая 20 ярдов на приём мяча. В сезоне 2019 года он проявил себя как один из самых опасных принимающих в конференции Pac-12 и с показателем 19,87 ярдов в среднем на приём вошёл в десятку лучших в NCAA. В 2020 году Дарби принял участие в трёх играх, пропустив большую часть турнира из-за травм. В декабре он объявил о своём выходе на драфт НФЛ 2021 года.

#### Статистика выступлений в NCAA
| Сезон | Команда                  | Игры | Приём | Приём | Приём | Приём | Вынос | Вынос | Вынос | Вынос |
| Сезон | Команда                  | Игры | Rec   | Yds   | Y/A   | TD    | Att   | Yds   | Y/A   | TD    |
| ----- | ------------------------ | ---- | ----- | ----- | ----- | ----- | ----- | ----- | ----- | ----- |
| 2016  | Аризона Стейт Сан Девилз | —    | —     | —     | —     | —     | —     | —     | —     | —     |
| 2017  | Аризона Стейт Сан Девилз | 10   | 9     | 234   | 26,0  | 2     | 1     | 21    | 21,0  | 1     |
| 2018  | Аризона Стейт Сан Девилз | 13   | 21    | 421   | 20,0  | 2     | 0     | 0     | 0,0   | 0     |
| 2019  | Аризона Стейт Сан Девилз | 12   | 31    | 616   | 19,9  | 8     | 0     | 0     | 0,0   | 0     |
| 2020  | Аризона Стейт Сан Девилз | 3    | 6     | 46    | 7,7   | 1     | 0     | 0     | 0,0   | 0     |
| Всего | Всего                    | 38   | 67    | 1 317 | 19,7  | 13    | 1     | 21    | 21,0  | 1     |

### Профессиональная карьера
Перед драфтом НФЛ 2021 года аналитик сайта Bleacher Report Нейт Тайс характеризовал Дарби как игрока с хорошими навыками работы по мячу, опасного при дальних передачах, но не слишком стабильного на коротких и средних маршрутах. Он прогнозировал ему выбор в четвёртом или пятом раундах, отмечая что сильные качества принимающего помогут ему закрепиться в лиге в качестве ситуативного игрока. К достоинствам Дарби Тайс относил хороший уровень атлетизма и скорость, умение вести контактную борьбу, антропометрические данные, позволяющие ему играть по краям проля. Минусами назывались недостаток маневренности и ограниченный набор маршрутов.
На драфте Дарби был выбран «Атлантой» в шестом раунде под общим 187-м номером. В июне он подписал с клубом четырёхлетний контракт на общую сумму 3,7 млн долларов. В лиге он дебютировал на пятой игровой неделе регулярного чемпионата, сыграв в составе специальных команд. Шанс проявить себя в нападении Дарби получил в ноябре, когда по личным причинам приостановил выступления Келвин Ридли. В матче десятой недели против «Далласа» он сделал первый в профессиональной карьере приём.

#### Статистика выступлений в НФЛ

##### Регулярный чемпионат
| Сезон | Команда         | Игры | Приём | Приём | Приём | Приём | Вынос | Вынос | Вынос | Вынос |
| Сезон | Команда         | Игры | Rec   | Yds   | Y/A   | TD    | Att   | Yds   | Y/A   | TD    |
| ----- | --------------- | ---- | ----- | ----- | ----- | ----- | ----- | ----- | ----- | ----- |
| 2021  | Атланта Фэлконс | 5    | 1     | 14    | 14,0  | 0     | 0     | 0     | 0,0   | 0     |
| Всего | Всего           | 5    | 1     | 14    | 14,0  | 0     | 0     | 0     | 0,0   | 0     |

* На 30 ноября 2021 года